# Ley de la desventaja de una ventaja
La ley de la desventaja de una ventaja (original holandés: Wet van de remmende voorsprong) o de la dialéctica del liderar es una teoría que sugiere que obtener una ventaja inicial en un área dada puede resultar una desventaja a largo plazo. En otras palabras, lo que inicialmente se percibe como una ventaja puede convertirse en una desventaja si no se maneja de manera adecuada, si genera dependencia o si se vuelve excesivo. El término fue acuñado en 1937 por Jan Romein, un periodista e historiador holandés, en su ensayo «La dialéctica del progreso» («De dialectiek van de vooruitgang»), parte de la serie El pasado inacabado (Het onvoltooid verleden).Tiene traductor

## El fenómeno
La ley de la desventaja de una ventaja describe un fenómeno que es aplicable a numerosos escenarios. Esta ley sugiere que alcanzar un progreso en un área particular a menudo crea  circunstancias en las que faltan estímulos para esforzarse en alcanzar un mayor progreso. Esto ocurre en individuos o grupos que empezaron con ventaja, para eventualmente ser sobrepasados por otros. En la terminología de esta ley, la ventaja inicial, inicialmente una ventaja, posteriormente deviene una desventaja.
Una explicación de por qué ocurre este fenómeno es que cuando una sociedad se da a sí misma ciertos estándares, y esos estándares cambian,  es más difícil para ellos aceptar los nuevos cambios. En cambio, una sociedad que no se ha comprometido a sí misma no tendrá este problema. Así, una sociedad que en cierto punto tiene una ventaja inicial sobre otras sociedades, podría, en un tiempo más tardío, atorarse con tecnología obsoleta o con ideas que se atraviesan en el camino de mayor progreso. Una consecuencia de esto es lo que lo que se considera como "estado del arte" en una cierto campo puede ser visto como "saltar" de lugar en lugar, en la medida en que cada líder se vuelve una víctima de la desventaja. 
En términos comunes, las sociedades, las compañías, y los individuos están enfrentados con la decisión de invertir ahora y obtener una rápida ganancia o aplazar la inversión hasta que nueva tecnología surja y obtener posiblemente un beneficio más grande. Por ejemplo, un problema común para los individuos es la decisión de cuándo comprar un ordenador nuevo. Dado que la velocidad de un ordenador se desarrolla a rápidas velocidades, retrasar un año la inversión puede significar tener una computadora más lenta (o no) en el primer año, pero después de esto el individuo será capaz de comprar una mejor computadora por el mismo precio. Sin embargo, en muchos casos, el desarrollo tecnológico no es tan previsible como esto, así que es más difícil tomar una decisión informada.
Una ley relacionada que puede ser considerado como el contrario de esta ley es la Ley de retrasos estimulantes(Wet van de stimulerende achterstand) publicado por Erik van der Hoeven en 1980.

## Ejemplos
El ejemplo más notable de la ley fue visto en  la Inglaterra de siglo XIX, la cual iba a la vanguardia de la revolución industrial. La tecnología y la infraestructura instalada en ese tiempo más tarde se convirtió en un obstáculo para una mayor modernización. A la inversa, países como Japón y la Unión Soviética, que llegaron tarde a la industrialización, fueron capaces de adoptar las tecnologías industriales más tardías con una menor disrupción para (y de)  su infraestructura existente.
También se ha argumentado que la amplia destrucción de la industria en Alemania durante la Segunda Guerra Mundial, más tarde posibilitó la adopción de las tecnologías más modernas, y contribuyeron al Wirtschaftswunder. Ejemplos más contemporáneos incluyen aquellos pertenecientes a la infraestructura de Internet, como la adopción de IPv6.

### Ejemplo del ensayo original
El autor da un ejemplo de esta ley en su ensayo original. Durante un viaje a Londres,  se pregunta por qué en aquel tiempo todavía se iluminaba por lámparas gasistasantes que por las luces eléctricas que por aquel entonces eran comunes en otras capitales europeas  como Ámsterdam. Su explicación era que la ventaja inicial de Londres —su posesión de luces de calle antes que otras ciudades—ahora les impedía reemplazar por las luces eléctricas más modernas. En la medida en que las calles estaban alumbradas, no había necesidad de reemplazarl las lámparas de gas, a pesar de las ventajas de la luz eléctrica.

### De la cultura popular holandesa
En la cultura popular holandesa la Ley a veces es invocada para explicar el fenómeno a menudo observado de que los atletas pueden alcanzar más fácilmente la cima de su profesión y que les es más complicado mantener aquel nivel. Aun así, tales observaciones a menudo se explican mejor por el fenómeno de regresión a la media (o el fenómeno de regreso a la mediocridad).

### En fábulas
En la fábula de la La liebre y la tortuga, la liebre es tan segura de su velocidad y tan feliz con su progreso que pierde su ventaja por malgastar tiempo e olvidar que está compitiendo con la tortuga. Finalmente, a pesar de la enorme ventaja inicial de la liebre, la tortuga gana la carrera.